# Tristania
Tristania este o formație de gothic metal din Norvegia. A fost fondată în 1996 de către Morten Veland (voce/chitară), Einar Moen (clape) și Kenneth Olsson (baterie). La scurt timp componența a fost completată de Vibeke Stene (voce), Anders Hidle (chitară), și Rune Osterhus (chitară bas).
Morten Veland a părăsit trupa în anul 2000 din cauza unor neînțelegeri cu colegii și un an mai târziu a format o nouă trupă, Sirenia. În același an Kjetil Ingebrethsen și Østen Bergøy s-au alăturat trupei.

## Membrii formației

### Membri actuali
- Anders Høyvik Hidle – chitare (1995–) / harsh vocals (2006–)
- Einar Moen – synth, programming (1995–)
- Mariangela Demurtas – voce (2007–)
- Gyri Smørdal Losnegaard – chitare (2009–)
- Ole Vistnes – chitară bas, voce (2009–)
- Tarald Lie Jr. – baterie (2010–)
- Kjetil Nordhus – voce, chitare acustice (2010–)

### Foști membri
- Morten Veland – harsh vocals, chitare (1995–2000)
- Rune Østerhus – chitară bas (1995–2009)
- Kenneth Olsson – baterie (1995–2010)
- Vibeke Stene – vocals (1996–2007)
- Kjetil Ingebrethsen – harsh vocals, chitară acustică (2002–2006)
- Østen Bergøy – vocals (2001–2010)
- Svein Terje Solvang – chitare, harsh vocals (2006–2008)

### Membri de sesiuni live
- Kjetil Nordhus – Clean vocals (2009–2010)
- Svein Terje Solvang – chitare (2004–2006)
- Gyri Smørdal Losnegaard – chitare (2009)
- Kjell Rune Hagen – chitară bas (2005–2008)
- Ole Vistnes – chitară bas/voce de fundal (2008–2009)
- Jonathan A. Perez – Drums (2005)
- Tarald Lie Jr. – Drums (2006–2010)
- Pete Johansen – Violin (2010–2011)

### Membri de sesiuni de studio
- Østen Bergøy – Clean vocals (1997, 1999, 2001, 2010)
- Pete Johansen – Violin (1997, 1999, 2001, 2010)
- Hilde Egeland – Choir (1997)
- Marita Herikstad – Choir (1997)
- Hilde T. Bommen – Choir (1997, 1999)
- Maiken Stene – Choir (1999)
- Sissel B. Stene – Choir (1999)
- Jeanett Johannessen – Choir (1999)
- Rino A. Kolstø – Choir (1999)
- Jan Kenneth Barkved (deceased) – Clean vocals (1999, 2001)
- Ronny Thorsen – Harsh vocals (2001)
- Sandrine Lachapelle – Choir (2001)
- Emilie Lesbros – Choir (2001)
- Johanna Giraud – Choir (2001)
- Damien Surian – Choir (2001)
- Hubert Piazzola – Choir (2001)
- Hans Josef Groh – Cello (2004)
- Vorph – Harsh vocals (2006)
- Petra Stalz – Violin (2006)
- Heike Haushalter – Violin (2006)
- Monika Malek – Viola (2006)
- Gesa Hangen – Cello (2006)

## Discografie
- 1997 - „Tristania”
- 1998 - „Widow's Weeds”
- 1999 - „Beyond The Veil”
- 2001 - „World Of Glass”
- 2005 - „Ashes”
- 2007 - „Illumination”
- 2010 - „Rubicon”
- 2013 - „Darkest White”